# Катастрофа A320 в Варшаве
Катастрофа A320 в Варшаве — авиационная катастрофа, произошедшая 14 сентября 1993 года. Авиалайнер Airbus A320-211 авиакомпании Lufthansa выполнял плановый рейс LH2904 по маршруту Франкфурт-на-Майне—Варшава, но после посадки в пункте назначения выкатился за пределы взлётной полосы аэропорта Варшавы и врезался в насыпь, после чего частично разрушился и сгорел. Из находившихся на его борту 70 человек (64 пассажира и 6 членов экипажа) погибли 2.

## Самолёт
Airbus A320-211 (регистрационный номер D-AIPN, серийный 105) был выпущен в 1990 году (первый полёт совершил 20 февраля под тестовым б/н F-WWDG). 10 апреля того же года был передан авиакомпании Lufthansa, в которой получил имя Kulmbach. Оснащён двумя турбовентиляторными двигателями CFM International CFM56-5A1. На день катастрофы совершил 6721 цикл «взлёт-посадка» и налетал 7546 часов.

## Экипаж
Самолётом управлял опытный экипаж, его состав был таким:
- Командир воздушного судна (КВС) — 47-летний Михаэль Любберт (нем. Michael Lübbert). Очень опытный пилот, налетал 12 778 часов, 1440 из них на Airbus A320.
- Второй пилот — 47-летний Ханс-Йорг Хансен (нем. Hans-Jörg Hansen). Очень опытный пилот, налетал 11 361 час, 1595 из них на Airbus A320[* 1].

В салоне самолёта работали четверо бортпроводников.

## Расследование
Расследование причин катастрофы рейса LH2904 проводила польская Комиссия по расследованию авиационных происшествий (англ. Main Commission Aircraft Accident Investigation, MCAAI).
Окончательный отчёт расследования был опубликован 1 марта 1994 года.

### Комментарии
1. ↑  На момент катастрофы он был в должности КВС-инструктора, но на данном рейсе он был в качестве второго пилота